# لوسيان آدم
لوسيان آدم (بالفرنسية: Lucien Adam)‏ هو لغوي فرنسي، ولد في 31 مايو 1833 في نانسي في فرنسا، وتوفي في 1918 في رين في فرنسا.